# Louis-Anne Nogret
Louis-Anne Nogret, né le 6 octobre 1798 à Josselin (Morbihan) et mort le 8 janvier 1884 à Poligny (Jura), est un prêtre et évêque français.

## Biographie
Louis-Anne Nogret est né le 6 octobre 1798, à Josselin (Morbihan).
Il est ordonné prêtre le 21 décembre 1822.
Il succède à Charles Fillion comme évêque de Saint-Claude, le 25 janvier 1862.
Confirmé à ce siège le 7 avril 1862, et consacré le 30 juin 1862, par Joseph Hippolyte Guibert, archevêque de Tours, il prend officiellement ses fonctions le 8 juillet 1862.
Il participe au premier concile œcuménique du Vatican, statuant notamment sur l'infaillibilité pontificale, du 8 décembre 1869 au 20 octobre 1870.

En 1879, après 17 ans d'épiscopat, Louis-Anne Nogret présente sa démission à Jules Grévy, président de la République française, qui l'accepte officiellement le 30 janvier 1880.
Il se retire alors à Poligny (Jura), où il meurt le 8 janvier 1884.

## Distinctions
- Officier de la Légion d'honneur (1er aout 1868)[3]

## Armes
D'azur au dextrochère de carnation sortant d'un nuage du même mouvant de l'angle senestre de la pointe et tenant une croix hendée aussi d'argent.